# Correbia semitransversa
Correbia semitransversa är en fjärilsart som beskrevs av William Schaus 1911. Correbia semitransversa ingår i släktet Correbia och familjen björnspinnare. Inga underarter finns listade i Catalogue of Life.